# Сторер, Майкл
 Майкл Сторер (англ. Michael Storer; род. 28 февраля 1997 в Перте, Австралия) —  австралийский профессиональный  шоссейный велогонщик.

## Достижения
2014
Чемпионат Океании
1-й  - Чемпион Океании - Индивидуальная гонка (юниоры)
5-й - Групповая гонка (юниоры)
3-й  - Чемпионат мира - Индивидуальная гонка (юниоры)
3-й - Трофей Буффони (юниоры)
2015
1-й   - Чемпион Австралии - Групповая гонка (юниоры)
Чемпионат Океании
1-й  - Чемпион Океании - Индивидуальная гонка (юниоры)
5-й - Групповая гонка (юниоры)
2016
Чемпионат Океании
1-й  - Чемпион Океании - Индивидуальная гонка (U23)
3-й - Групповая гонка (U23)
1-й - Gran Premio di Poggiana
2-й - UCI Oceania Tour
5-й - Чемпионат Австралии - Индивидуальная гонка (U23)
5-й - Chrono Champenois
7-й - Тур де л’Авенир - Генеральная классификация
2017
1-й - Gran Premio Industrie del Marmo
1-й - Этап 4 An Post Rás
2-й - Gran Premio di Poggiana
3-й - Чемпионат Австралии - Индивидуальная гонка (U23)
3-й - Тур Валле-д’Аоста - Генеральная классификация
5-й - Хералд Сан Тур - Генеральная классификация
9-й - Тур де л’Авенир - Генеральная классификация
2018
5-й - Тур Йоркшира - Генеральная классификация
5-й - Тур Словении - Генеральная классификация
2025
Тур Альп
Генеральная классификация
2-й этап
7-й этап Париж — Ницца

## Статистика выступлений

### Гранд-туры
| Гонка           | 2018 |
| --------------- | ---- |
| Джиро д'Италия  | —    |
| Тур де Франс    | —    |
| Вуэльта Испании | 117  |

| — | Не участвовал |